# Togrenda
Togrenda is een plaats in de Noorse gemeente Ås, fylke Akershus . Togrenda telt 2783 inwoners (2007) en heeft een oppervlakte van 2,24 km².